# Таин
Таин је врста војног хлеба начињеног од специфичне мешавине ражаног и белог брашна, која је могла је да траје дуго и даје снагу и гипкост српским војницима у борби. Реч таин је турског порекла и значи следовање, а сваком српском војнику следовало је једна векна од 800 грама хлеба дневно. Чињеница да је обавезни део униформе српског војника била торбица за хлеб, сведочи о томе да је таин заиста био светиња за војника, коју је он мора све време рата да конзумира како би преживео све недаће и оскудице у исхрани.

## Историја
Производња таина —  војног хлеба у Српској војсци почела је одмах после турско-српских ратова. По свом саставу и начину припреме он је био здрав и хранљив састојак дневног оброка сваког војника. На почетку рата Србија је морала да прехрани и цивиле и војску, која је имала одређено следовање. Следовање војника је било 800 грама хлеба, што је нпр. у Првом светском рату, обезбеђивало довољну енергетску вредност да војник може извршавати основне борбене задатке.
Наравно кад год су то могућности дозвољавале, таин се комбиновао са јачим, сланијим сиром (пуним беланчевина које доприносе покретљивости), уз лук, паприку и пасуљ (који обилују беланчевинама и витаминима). На почетку Првог светског рата уз таин су војницима дељене и суве шљиве, пошто је у Горњем Милановцу остала велика количина шљива, чији су извоз спречили Аустроугари. Енергетска вредност сувог воћа је висока, а хлеб са сувим шљивама се и данас налази на менију сувог оброка војске у ванредним условима.

### Састав, начин израде и нутритивне вредности
Његови састојци: 70% раженог брашна, 30% белог брашна, со и вода. Ова смеса мешана је, не са квасцем, већ са старим и очврслим, сувим – већ квасним ускислим тестом—званимм комин. Након тога добро замешено тесто одстоји више сати да нарасте, све док се на његовој површини не појаве мехурићи (око 12 часова). Потом се таин пече на температури од 250 0С, све док му корица не добије тамнију боју.
Нутритивне вредности у 100 грама таина
| Просечне нутритивне вредности | за 100 g тина       |
| ----------------------------- | ------------------- |
| Енергетска вредност           | 1.049 kJ / 250 kcal |
| Масти                         | 1,6 g               |
| Засићене масне киселине       | 0,3 g               |
| Угљени хидрати                | 46,4 g              |
| Шећер                         | 1,1 g               |
| Протеин                       | 8,0 g               |
| Влакна                        | 8,0 g               |
| Со                            | 1,47 g              |

Такође треба имати у виду да таин поред протеина, садржи и 26% тиамина (витамин B1), 24% ниацина (витамин B3), 14% рибофлавина (витамин B2), 34% гвожђа и 17% калцијума – по чему он свакако представља изузетну прехрамбену супстанцу, за ратне услове.

## Легенде о таину
Постоји велики број прича које говоре о томе да је таин српским војницима био и амајлија. 
У безнађу, очају, када све умире, а живот постаје ништаван, када се чује само говор пушака и топова, око струка у торбицама, носили су храбри српски војници таин, верујући да ће преживети и да ће их он спасити од куршума. Речи мајки, које су их испратиле у рат, да чувају таин (напомена - први који су добили по мобилизацији), урезивале су се у њихове мисли. После сваке битке, преживели су се рукама хватали за своју торбицу са таином, љубећи парче, већ убуђалог хлеба, захваљујући Богу што још дишу и тако до нове битке. Тако је таин постао симбол снаге, вере и храбрости целог српског народа. 